# Ziller
Der Ziller ist ein rechter Nebenfluss des Inn mit rund 56 km Länge im Tiroler Zillertal in Österreich.

## Verlauf

### Quelle bis Mayrhofen (Zillergrund)
Die Quelle befindet sich auf rund 2.270 m Höhe und liegt am Hauptkamm der Zillertaler Alpen unter dem Rauchkofel (3.251 m), nahe der Grenze der beiden österreichischen Bundesländer Tirol und Salzburg zu Italien. Der Ziller entspringt in der Gemeinde Brandberg und fließt zunächst durch den Zillergrund. Nach einigen Kilometern nordwestlicher Fließrichtung speist der Bach den Speicher Zillergründl. Von dort geht es vier Kilometer in Richtung Westen, dann nimmt der Ziller den Sunderbach von links auf. Nach 13 km erreicht der Ziller Mayrhofen.

### Mayrhofen bis Zell am Ziller
In Mayrhofen nimmt der Ziller den Zemmbach auf (der wiederum den Tuxerbach aufnimmt) und fließt von nun an in Richtung Norden. Nahe Schwendau kommt der Sidanbach hinzu. Bei Zell am Ziller mündet der Gerlosbach in den Ziller.

### Zell am Ziller bis Mündung
Nach Zell am Ziller fließt der Ziller durch Aschau im Zillertal, wo er die Aschach aufnimmt. In Kaltenbach nimmt er den Kaltenbach und in der Nähe von Ried im Zillertal Märzenbach und Riedbach auf. Knapp sieben Kilometer weiter nördlich kommen bei Uderns der Finsingbach und bei Hart im Zillertal der Haselbach dazu. Nach weiteren sieben Kilometern mündet der Fluss in den Inn.

## Einzugsgebiet und Wasserführung

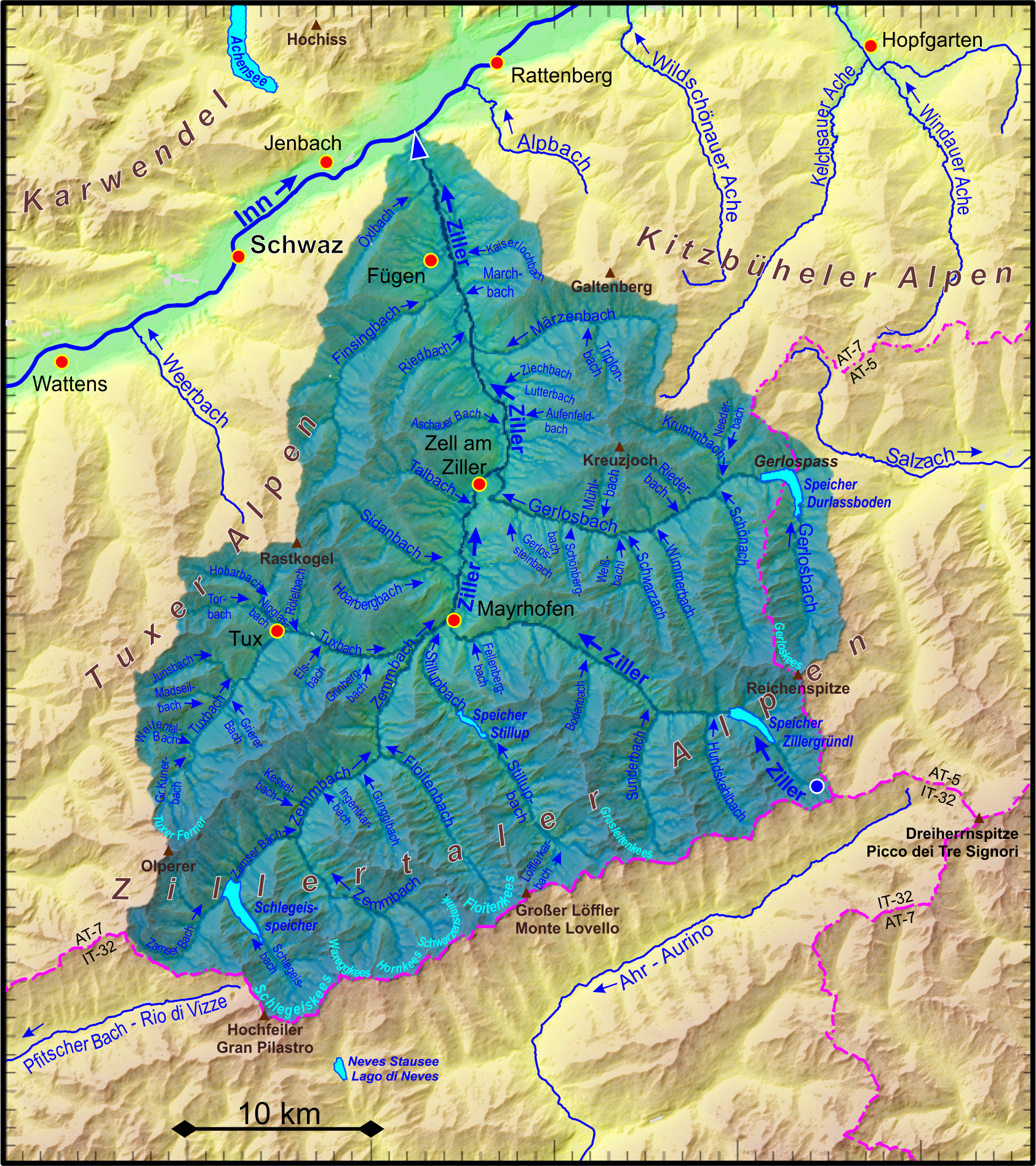
Orografisches Einzugsgebiet des Ziller

Das natürliche Einzugsgebiet des Zillers beträgt 1135,4 km² und umfasst den Großteil der Zillertaler Alpen nördlich des Alpenhauptkamms sowie Teile der Tuxer und Kitzbüheler Alpen. Der höchste Punkt ist der Hochfeiler mit 3509 m ü. A.
50,5 km² (4,5 %) des Einzugsgebietes sind vergletschert (Stand 1988). Durch Zuleitungen von Bächen aus dem Einzugsgebiet der Salzach in den Speicher Durlaßboden ist das hydrologisch wirksame Einzugsgebiet gegenüber dem natürlichen um 30,7 km² vergrößert.
Der mittlere Abfluss am Pegel Hart im Zillertal, 7,6 km oberhalb der Mündung (bei 96 % des Gesamteinzugsgebiets) beträgt 44,5 m³/s, was einer Abflussspende von 39,5 l/s·km² entspricht. Damit ist der Ziller der wasserreichste Zubringer des Inns in Tirol. Der Ziller weist ein nivo-glaziales Abflussregime auf, das von der Schneeschmelze in den höheren Lagen dominiert wird. Der mittlere Abfluss ist in den wasserreichsten Monaten Juni und Juli mit 78,2 bzw. 78,1 m³/s gut dreimal so hoch wie im wasserärmsten Monat Jänner mit 23,5 m³/s.

## Name und Geschichte
Der Ziller wird erstmals in den Jahren 925 und 927 in urkundlichen Aufzeichnungen des Erzstifts Salzburg als Zilare und ad Zilarem genannt. In späteren Erwähnungen heißt er preterfluente Cilarn (1150), fluvius Cilinus (1220), Ciler (1239), Ziler (1241) und fluvius Zyler (1305). Der Name lässt sich möglicherweise auf vorgermanisch/keltisch *Tilaros, eine Ableitung von keltisch *tilā 'Schmelzwasser', zurückführen.
Erst seit dem 17. Jahrhundert wird der Ursprung des Zillers einheitlich im Zillergrund (früher als Hollenz bezeichnet) gesehen. Davor wurde bisweilen auch der heutige Zamser Bach und Zemmbach als Oberlauf angesehen oder der Fluss erst ab dem Zusammenfluss der Quellbäche bei Mayrhofen als Ziller bezeichnet.
In der Antike bildete der Ziller die Grenze zwischen den römischen Provinzen Raetien und Noricum. Die frühchristliche Diözesaneinteilung folgte häufig der römischen Verwaltungsstruktur und so stellte der Ziller anschließend die Ostgrenze der Diözese Augsburg dar. Noch heute bildet der Fluss im größten Teil seines Verlaufs die Grenze zwischen der Diözese Innsbruck bzw. vormals der Diözese Brixen westlich und der Erzdiözese Salzburg östlich davon.

## Ökologie
Die Gewässergüteklasse beträgt I-II, im Bereich um Mayrhofen II.
Der Ziller weist heute einen guten Bach- und Regenbogenforellen- sowie Äschenbestand auf. Der Fluss ist bis zu zwanzig Meter breit und zwei Meter tief.